# 432 Park Avenue
432 Park Avenue est un gratte-ciel résidentiel américain développé par le CIM Group et situé dans le quartier de Midtown Manhattan à New York.
Le bâtiment mesure environ 426 mètres de hauteur. Il compte 147 appartements en copropriété. C'est actuellement l'un des plus hauts gratte-ciel des États-Unis. Au moment de son achèvement, il était le plus haut gratte-ciel résidentiel du monde, ainsi que le plus haut bâtiment de New York au niveau du toit, dépassant l'ancien World Trade Center. Il est aujourd'hui la cinquième structure la plus haute de New York derrière, entre autres, le One World Trade Center (541 mètres) et l'Empire State Building (443 mètres). Le ratio largeur/hauteur est de 1/15.
Le bâtiment devait initialement culminer à 396 mètres, mais gagna finalement une trentaine de mètres. L'édifice situé au 432 Park Avenue a été terminé à la fin de l'année 2015.
Cette tour a nécessité la démolition, en 2007, des 495 chambres du Drake Hotel (en) construit en 1926.
En raison de son emplacement en plein cœur de Manhattan, la valeur du bâtiment est estimée en 2021 à environ 3,1 milliards de dollars.
Toutefois, divers problèmes mécaniques mettent en cause les méthodes de construction et les matériaux utilisés.

## Construction
Le travail sur les fondations du bâtiment a débuté en septembre 2011 et en mai 2012 a commencé le travail sur la structure. Étant donné que sa conception s'avère assez simple, la construction a progressé à un rythme plutôt rapide d'un étage par semaine et avec les planchers mécaniques, 2 semaines. L'immeuble a atteint sa hauteur définitive en octobre 2014. La construction a été achevée mi-2015 et prêt à être habité à la fin de cette même année. Il compte 147 appartements. Ceux-ci ont surtout été vendus à des acheteurs étrangers cachés sous des compagnies à numéros soucieux de garder leur anonymat. Plusieurs de ces appartements sont inoccupés depuis leur construction.

## Problèmes
Dès 2021, les copropriétaires entreprennent des poursuites contre la compagnie de construction en raison d'un certain nombre de problèmes : dégâts d'eau dus à des ruptures de plomberie, ascenseurs en panne, murs qui se lézardent, bruits variés occasionnés par le vent.